# Cariniana pauciramosa
Cariniana pauciramosa är en tvåhjärtbladig växtart som beskrevs av William Antônio Rodrigues. Cariniana pauciramosa ingår i släktet Cariniana och familjen Lecythidaceae. IUCN kategoriserar arten globalt som starkt hotad. Inga underarter finns listade i Catalogue of Life.